# Rusca Montană
Rusca Montană é uma comuna romena localizada no distrito de Caraș-Severin, na região de Banato. A comuna possui uma área de 154.37 km² e sua população era de 2116 habitantes segundo o censo de 2007.